# ويلسون شاكون
ويلسون شاكون (بالإسبانية: Wilson Chacón)‏ هو لاعب كرة قدم فنزويلي في مركز الوسط، ولد في 11 مايو 1971 في فنزويلا. شارك مع منتخب فنزويلا لكرة القدم. أما مع النوادي، فقد لعب مع ديبورتيفو تاشيرا وريال قرطاجنة.

## وصلات خارجية
- ويلسون شاكون على موقع الاتحاد الدولي (مؤرشف)  (الإنجليزية)
- ويلسون شاكون على موقع قاعدة بيانات كرة القدم.إي يو (الإنجليزية)
- ويلسون شاكون على موقع ناشيونال فوتبول تيمز (الإنجليزية)